# タイロシン
タイロシン（tylosin）とはマクロライド系抗生物質の1つ。細菌のリボソームの50Sサブユニットに結合して細菌のタンパク質合成を阻害する。静菌的に作用するが高濃度では殺菌的に作用する。グラム陽性菌、マイコプラズマ、クラミジア、レプトスピラに有効であり、タイロシンはマイコプラズマに対する活性が他のマクロライド系抗生物質よりも高い。クロラムフェニコール系抗生物質はマクロライド系抗生物質と50Sサブユニットとの結合に拮抗するため、併用は禁忌。